# 2006年美国网球公开赛
2006年美国网球公开赛（2006 U.S. Open）于2006年8月28日至9月10日在美国纽约举行。

## 冠军
- 男子单打：罗杰·费德勒

- 女子单打：玛丽亚·莎拉波娃
- 男子双打：马丁·达姆／利安德·帕斯
- 女子双打：纳塔莉·德希／薇拉·兹沃纳列娃
- 混合双打：鲍勃·布赖恩／玛蒂娜·纳芙拉蒂洛娃

| 前任： 2005年美国网球公开赛     | 美国网球公开赛 2006年 | 繼任： 2007年美国网球公开赛     |
| 前任： 2006年温布尔登网球锦标赛 | 网球大满贯 2006年     | 繼任： 2007年澳大利亚网球公开赛 |